# Tatarstan

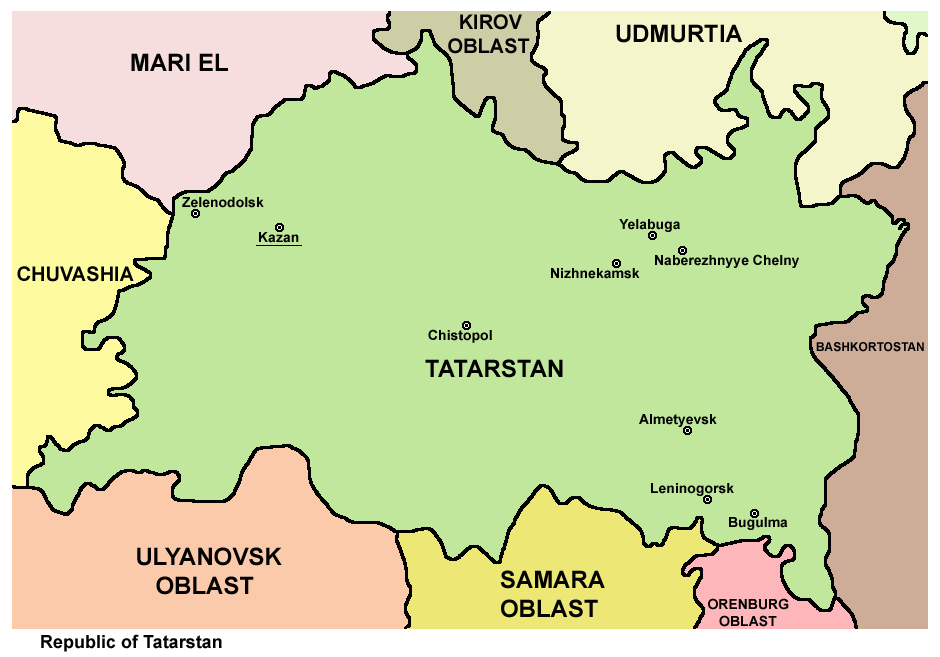

Le Tatarstan ou république du Tatarstan (en russe : Респу́блика Татарста́н, Respoublika Tatarstan ; en tatar : Татарстан Республикасы) est une république de la fédération de Russie, située sur le bassin de la Volga, qui tire son nom du peuple Tatar, et dont la capitale est Kazan. L'origine ethnique des habitants de la région est très diverse : Tatars, mais aussi Russes, Tchouvaches, Bachkirs, Géorgiens, etc.
À l'ouest, le Tatarstan est bordé par la Tchouvachie et le Mari El, au sud par les oblasts d'Oulianovsk, de Samara et d'Orenbourg, au nord par l'Oudmourtie et l'oblast de Kirov et à l'est par le Bachkortostan. La délimitation des frontières entre le Tatarstan et le Bachkortostan, définies par le NarKomNatz lors de la formation de l'URSS reste aujourd'hui contestée.

## Géographie

### Situation

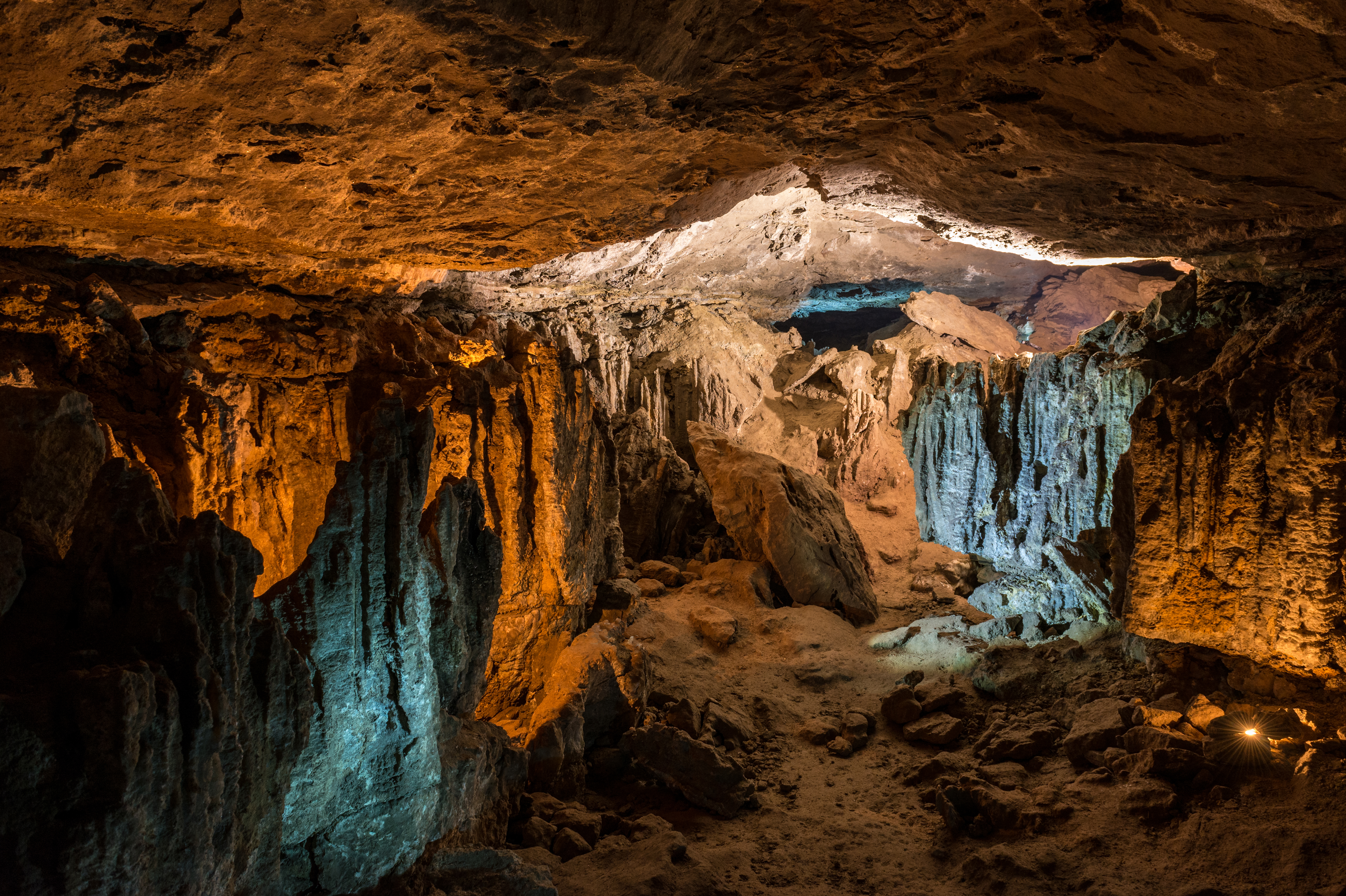
La grotte de Yurievskaya, dans le Tatarstan. Juin 2016.

Le Tatarstan, république de 67 847 km2, est compris entre la vallée moyenne de la Volga et l'avant-pays ouralien. Peu montagneux, le plus haut sommet culmine à 254 mètres d'altitude[réf. nécessaire]. Le Tatarstan est limitrophe à l'ouest des républiques de Tchouvachie et de Mari El, il borde au sud les oblasts d'Oulianovsk, de Samara et d'Orenbourg, au nord la république d'Oudmourtie et l'oblast de Kirov et à l'est la république de Bachkirie.

### Hydrographie
Le Tatarstan se caractérise par un vaste réseau hydrologique, irrigué par le grand fleuve qu'est la Volga et par ses affluents tels que la Kama, la Belaïa, la Viatka et la Sviïaga entre autres. Toutes les rivières font ainsi partie du bassin de la Volga. Le Tatarstan possède 4 098 cours d'eau qui traversent le territoire. Parmi ceux -ci 3 686 sont de petites rivières dont la longueur ne dépasse pas 10 km, et la longueur totale du réseau hydrologique est de 19 623,5 km.
| Longueur (km) | Nombre de cours d'eau | %    | Longueur des cours d'eau | %    |
| ------------- | --------------------- | ---- | ------------------------ | ---- |
| < 10          | 3686                  | 89,9 | 9365,3                   | 47,7 |
| 10-25         | 305                   | 7,4  | 4456,1                   | 22,7 |
| 26-100        | 95                    | 2,4  | 3849,4                   | 19,6 |
| 101-500       | 12                    | 0,3  | 1961,7                   | 10,0 |
| Total         | 4098                  | 100  | 19623,5                  | 100  |

La république compte plus de 8 500 lacs, un nombre qui était autrefois bien plus élevé avant la création des réservoirs de Kouïbychev et de Nijnekamsk qui ont inondé les plaines inondables. Parmi les lacs, les lacs de plaine inondable et autres bras-morts prédominent (83 % du total) tandis que les lacs karstiques représentent 16 % du total. Les lacs de suffosion représentent seulement 1 % des lacs de la république. Les réservoirs artificiels représentent environ 16 % de tous les plans d'eau, et ils occupent une superficie de 3 683,23 km2. Les plus grands réservoirs sont le réservoir de Kouïbychev sur la Volga et le réservoir de Nijnekamsk sur la Kama. Il y a aussi le réservoir de Zaïnsk et le réservoir de Karabach entre autres.
Enfin, la région compte plus de 7000 marécages, qui se trouvent pour la plupart dans les plaines inondables. Le plus grand marais est le marais de Koulegach avec une superficie de 2 274 hectares dans la plaine de Kama-Belaïa.

## Voies de communication et transports

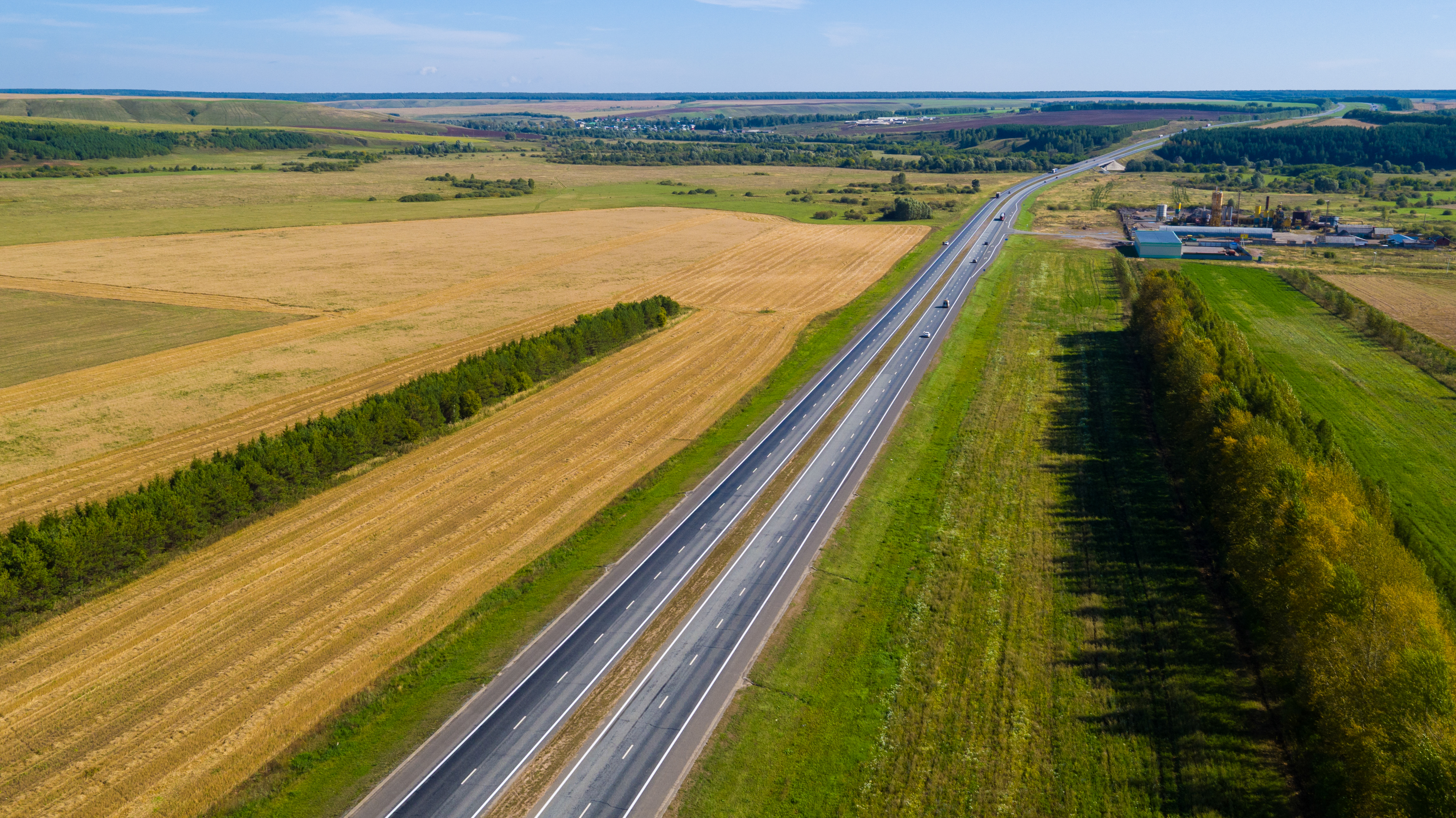
La M7, principal axe routier de la république.

Le principal axe de transport est la route fédérale M7, qui relie Moscou à Oufa en traversant d'ouest en est la république, souvent en 2x2 voies. Au niveau de Kazan, elle agit comme un périphérique urbain. Depuis l'est de Kazan, la route fédérale R239 part de la M7 vers Almetievsk et Orenbourg tandis que l'ouest de Kazan part de la M7 la R241 vers Oulianovsk. La R242 commence elle au nord de Kazan en direction de Perm et Iékaterinbourg.
Depuis fin 2023, une autoroute à péage depuis Moscou est partiellement mise en service, la M12 Vostok. La partie ouverte est  celle de Moscou à Kazan, tandis que la partie jusqu'à Iékaterinbourg sera ouverte fin 2024.

## Histoire
Le peuplement de la région du Tatarstan a commencé au Paléolithique , il y a environ 100 000 ans. 

### Khanat bulgare
La première forme d'organisation connue dans la région de l'actuel Tatarstan est le Khanat bulgare de la Volga (IXe siècle – 1236). Ce khanat a émergé vers l'an 900 apr. J.-C. Presque aussitôt, en 922, l'islam est devenu la religion d'État, ce qui signifie que ce royaume bulgare de la Volga est né sous l'influence du califat arabe.

### Khanat mongol
Après une résistance acharnée aux invasions mongoles, l'Empire bulgare très développé de la Volga tomba aux mains de la Horde d'Or en 1236.
En 1236, elle est soumise par les Mongols, sous la direction du Khan Batu, qui inclut la région dans les territoires contrôlés par la Horde d'or (1236 — 1502), l'un des quatre grands khanats de l'Empire mongol. 
La langue du khanat est la langue turcique des Kiptchaks.

### Empire russe
Le Khanat devient russe sous Ivan le Terrible. En conséquence, l’ancienne classe dirigeante perd son pouvoir et le khanat de Kazan est intégré à l’État russe et l'islam en tant que religion était toléré, même si l'influence du christianisme s'est accrue à mesure que de plus en plus de Russes colonisaient ce qui est aujourd'hui le Tatarstan. Les tentatives de prosélytisme des Tatars par l'Église orthodoxe russe, en particulier au XIXe siècle, ont été largement infructueuses. 
Cependant, même sous la domination russe, les marchands tatars conservèrent leur importance économique, notamment dans le commerce entre l'Europe de l'Est et les États musulmans d'Asie centrale. En conséquence, Kazan fut déclarée l'un des centres industriels et culturels les plus importants de Russie et devint en 1708, le centre du gouvernorat de Kazan.
Au XIXe et au début du XXe siècle, les Tatars étaient le peuple turc musulman le plus développé économiquement de l'Empire russe. En tant que centre d'éducation musulmane et lieu de publications imprimées en langues turques, Kazan revêtait une grande importance au-delà du territoire du Tatarstan. 
Dans le même temps, Ismail Gasprinski, théorise la tolérance des autres religions par l'islam en formulant le jadidisme (dérivé de usul ul-jadid, signifiant, « nouvelle méthode »), un courant de l'islam moderniste, poussant notamment à davantage de tolérance avec les autres religions.

### Union soviétique
En 1920, les bolcheviks déclarent le Tatarstan République socialiste soviétique autonome et l'intègrent au sein de l'URSS. Bien que les Tatars fussent plus nombreux que par exemple les peuples baltes, ils figuraient dès le début comme la sixième nation la plus importante dans les armoiries nationales de l'Union soviétique. Le Tatarstan n'a pas reçu le statut de république fédérée (RSS).
En 1988, le Centre Tatar a été créé au Tatarstan, qui prônait l'indépendance complète du pays et l'unité culturelle des Tatars vivant dans le pays avec ceux du Bachkortostan, de Tchouvachie et de Sibérie.
Au cours des années qui précédèrent la dislocation de l'Union soviétique (1991), les autorités de la république socialiste soviétique autonome de Tatarie réclamèrent le statut de république soviétique à part entière, et non de république autonome au sein de la RSFS de Russie.

### Quasi-indépendance
Au milieu de la dissolution de l'Union soviétique, les dirigeants politiques tatars ont cherché à s'établir comme distincts de la Russie. La Déclaration de souveraineté de l'État du Tatarstan, adoptée le 24 octobre 1990, définit le Tatarstan comme un État souverain au sein de l'Union soviétique. En décembre 1991, le Soviet suprême de la république déclare l'adhésion du Tatarstan à la CEI comme membre fondateur. Cependant, le Tatarstan est demeuré intégré à la fédération de Russie, mais disposant d'une autonomie plus importante que toutes les autres entités qui la composent, et même de représentations plénipotentiaires à l'étranger (notamment en France, au 6, rue du Docteur-Finlay, à Paris). Lorsque l’Union soviétique s’est dissoute tout à la fin de 1991, le Tatarstan s’est retrouvé dans un état d’indépendance de facto, un état que les dirigeants tatars ont cherché à renforcer avec un référendum sur la souveraineté en 1992 et un vaste exercice d’édification de la nation. Le 21 mars 1992, les autorités tatares organisent un référendum (auquel assistaient des observateurs internationaux) dont la question était :

« Êtes-vous d'accord pour que la république tatare soit un sujet de droit international ? »

Une majorité de la population (61,4 %) s'est alors prononcée pour l'indépendance (sujet de droit international).
La langue tatare et l'éducation islamique ont été publiquement relancées, tandis que la mosquée Qolşärif  a commencé à être reconstruite. Le nationalisme tatar se divisait à cette époque entre les camps modérés et radicaux. Le parti radical Ittifaq  dirigé par Fauziya Bayramova, s'est expressément opposé au Jadid, au soufisme et à l'islam européen, promouvant un fort sentiment anti-russe et un Tatarstan islamique. Le Centre public pan-tatar modéré, en revanche, s'intéressait principalement à l'indépendance des Tatars, par opposition aux questions religieuses. 
Le 31 mars 1992, le Tatarstan et la Tchétchénie refusent de signer le Traité fédératif visant à remplacer le traité de l'Union élaboré par Mikhaïl Gorbatchev.

### Accord de partage du pouvoir avec le gouvernement russe en 1994
Le Tatarstan a signé un accord de partage du pouvoir avec le gouvernement russe en 1994. Dans le cadre de cet accord, le Tatarstan a reçu des pouvoirs importants, qui ont ensuite été accordés à d'autres républiques dans un système de fédéralisme asymétrique. Renouvelé en 2007, ce dernier est arrivé à échéance en 2017 et n'a plus été renouvelé.

### Fédération de Russie
La politique d'harmonisation de la législation initiée par Vladimir Poutine dans les années 2000, a amené un retour à une plus stricte intégration dans la fédération. Toutefois les choix économiques et les relations internationales sont empreints d'une vaste autonomie, et une politique d'encouragements envers les PME et les partenariats avec les entreprises étrangères est fortement en hausse, malgré la crise.[réf. nécessaire]
Mintimer Chaïmiev fut le président de la république du Tatarstan du 12 juin 1991 au 25 mars 2010 date à laquelle Roustam Minnikhanov lui a succédé. Farid Moukhamedchine est le président de l'assemblée législative (Gossovet) du Tatarstan depuis le 27 mai 1998.

## Subdivisions
La république du Tatarstan est divisée en 43 raïons et 13 villes.

## Population et société
Le Tatarstan, issu de la république socialiste soviétique autonome de Tatarie (1922-1992), rassemblait, en 1991, à la veille de la dislocation de l'Union soviétique, une population de 3 679 400 habitants. En 2019, Il rassemblait sur un territoire d'environ  68 000 km2, une population de 3 898 700 personnes, soit une hausse de 6 % depuis la fin de l'URSS.
Les Tatars, qui appartiennent au rameau turc de la famille ethno-linguistique altaïque, étaient, en 1926, environ 3 311 000 dans l'ensemble de l'Union soviétique, alors que la population totale de la Tatarie ne s'élevait alors qu'à 2 800 000 personnes. En 1970, la tendance s'était encore accentuée, puisque sur 5 931 000 Tatars recensés pour l'ensemble de l'Union soviétique, seuls 1 536 000 vivaient en Tatarie, où ils étaient à peine plus nombreux que les Russes.
Les Tatars sont également nombreux dans les régions voisines de Russie, au Kazakhstan et en Ouzbékistan. L'installation des Russes en Tatarie, commencée au lendemain de la prise de Kazan par les armées du tsar en 1552, s'est constamment poursuivie. La découverte du pétrole au lendemain de la Seconde Guerre mondiale contribua à accroître fortement l'importance numérique du groupe slave vivant à l'intérieur des frontières de la Tatarie. Après la dislocation de l'Union soviétique, les Tatars ne représentaient que 48 % de la population, contre 43 % pour les Russes.

### Démographie
| 1991      | 2002      | 2008      | 2010      | 2013      |
| --------- | --------- | --------- | --------- | --------- |
| 3 679 400 | 3 779 265 | 3 762 809 | 3 778 504 | 3 822 038 |

| 2016      | 2019      | - | - | - |
| --------- | --------- | - | - | - |
| 3 868 730 | 3 898 700 | - | - | - |

| Année | Fécondité | Fécondité urbaine | Fécondité rurale |
| ----- | --------- | ----------------- | ---------------- |
| 1990  | 2,05      | 1,86              | 2,87             |
| 1991  | 1,88      | 1,66              | 2,75             |
| 1992  | 1,71      | 1,50              | 2,52             |
| 1993  | 1,57      | 1,37              | 2,29             |
| 1994  | 1,58      | 1,39              | 2,28             |
| 1995  | 1,47      | 1,29              | 2,12             |
| 1996  | 1,43      | 1,25              | 2,05             |
| 1997  | 1,39      | 1,23              | 1,95             |
| 1998  | 1,37      | 1,22              | 1,92             |
| 1999  | 1,29      | 1,15              | 1,80             |
| 2000  | 1,29      | 1,15              | 1,82             |
| 2001  | 1,30      | 1,19              | 1,74             |
| 2002  | 1,37      | 1,27              | 1,79             |
| 2003  | 1,36      | 1,26              | 1,79             |
| 2004  | 1,35      | 1,26              | 1,79             |
| 2005  | 1,28      | 1,21              | 1,62             |
| 2006  | 1,27      | 1,20              | 1,61             |
| 2007  | 1,38      | 1,29              | 1,77             |
| 2008  | 1,48      | 1,38              | 1,87             |
| 2009  | 1,54      | 1,46              | 1,87             |
| 2010  | 1,60      | 1,53              | 1,89             |
| 2011  | 1,65      | 1,59              | 1,91             |
| 2012  | 1,80      | 1,73              | 2,09             |
| 2013  | 1,83      | 1,74              | 2,20             |
| 2014  | 1,84      | 1,75              | 2,22             |
| 2015  | 1,86      | 1,85              | 1,88             |
| 2016  | 1,86      | 1,87              | 1,75             |
| 2017  | 1,65      | 1,67              | 1,53             |

### Composition ethnique
Ethnies des habitants du Tatarstan (2010)
- Tatars (53,2 %)
- Russes (39,7 %)
- Tchouvaches (3,1 %)
- Oudmourtes (0,6 %)
- Autres (3,4 %)

Selon le recensement de 2010, l’appartenance ethnique des habitants du Tatarstan est répartie comme suit :
| Ethnie      | Nombre    | Pourcentage |
| ----------- | --------- | ----------- |
| Tatars      | 2 012 571 | 53,2        |
| Russes      | 1 501 369 | 39,7        |
| Tchouvaches | 116 252   | 3,1         |
| Oudmourtes  | 23 454    | 0,6         |
| Mordves     | 19 156    | 0,5         |
| Maris       | 18 848    | 0,5         |
| Ukrainiens  | 18 241    | 0,5         |
| Bachkirs    | 13 726    | 0,4         |
| Azéris      | 9 527     | 0,3         |
| Ouzbeks     | 8 881     | 0,2         |
| Arméniens   | 5 987     | 0,2         |
| Tadjiks     | 5 859     | 0,2         |
| Biélorusses | 4 592     | 0,1         |
| Juifs       | 2 624     | 0,1         |
| Allemands   | 2 200     | 0,1         |
| Autres      | 17 149    | 0,5         |
| Non précisé | 6 052     | —           |

### Principales villes
| 1  | Kazan              | Казань           | Казан, Qazan             | 1 314 685 |
| 2  | Naberejnye Tchelny | Набережные Челны | Яр Чаллы, Yar Çallı      | 548 434   |
| 3  | Nijnekamsk         | Нижнекамск       | Түбән Кама, Tübän Kama   | 241 479   |
| 4  | Almetievsk         | Альметьевск      | Әлмәт, Älmät             | 163 512   |
| 5  | Zelenodolsk        | Зеленодольск     | Яшел Үзән, Yäşel Üzän    | 99 137    |
| 6  | Bougoulma          | Бугульма         | Бөгелмә, Bögelmä         | 81 677    |
| 7  | Ielabouga          | Елабуга          | Алабуга, Alabuğa         | 73 630    |
| 8  | Leninogorsk        | Лениногорск      | Лениногорск, Leninogorsk | 60 993    |
| 9  | Tchistopol         | Чистополь        | Чистай, Çistay           | 58 815    |
| 10 | Zaïnsk             | Заинск           | Зәй, Zäy                 | 39 739    |

| Autres localités | Autres localités | Autres localités          | Autres localités   |
| Ville            | Nom russe        | Nom tatar                 | Populations (2016) |
| ---------------- | ---------------- | ------------------------- | ------------------ |
| Aznakaïevo       | Азнакаево        | Азнакай, Aznaqay          | 34 700             |
| Nourlat          | Нурлат           | Нурлат, Norlat            | 33 141             |
| Mendeleïevsk     | Менделеевск      | Менделеевск, Mendeleyevsk | 22 183             |
| Bavly            | Бавлы            | Баулы, Bawlı              | 22 235             |
| Bouïnsk          | Буинск           | Буа, Bua                  | 20 886             |
| Arsk             | Арск             | Арча, Arça                | 20 046             |
| Agryz            | Агрыз            | Әгерҗе, Ägerce            | 19 739             |
| Koukmor          | Кукмор           | Кукмара, Kukmara          | 17 694             |
| Vassilevo        | Васильево        | Васильево, Vasilyevo      | 17 534             |
| Menzelinsk       | Мензелинск       | Минзәлә, Minzälä          | 17 043             |
| Kamskie Poliany  | Камские Поляны   | Кама Аланы, Kama Alanı    | 15 624             |
| Mamadych         | Мамадыш          | Мамадыш, Mamadış          | 15 573             |

## Environnement

### Faune et flore
Les régions les plus riches en termes de flore et faune sont les zones du nord-ouest de la république frontalières de la Tchouvachie et le centre-nord de la république. Au contraire, les régions de Kazan, du sud-ouest, d'Aksboubaïevo, de Zaïnsk et de Mouslimovo sont pauvres en biodiversité. Sur le territoire de la république du Tatarstan, il y est recensé 1 610 espèces de plantes vasculaires appartenant à 578 genres, 124 familles, 78 ordres, 8 classes et 5 phylums. La république compte de plus 40 espèces de champignons de 19 familles et de 7 ordres. La dernière édition du livre rouge du Tatarstan de 2006 recense 309 espèces végétales protégées, soit 19,2 % de la flore de la République réparties en 67 familles.

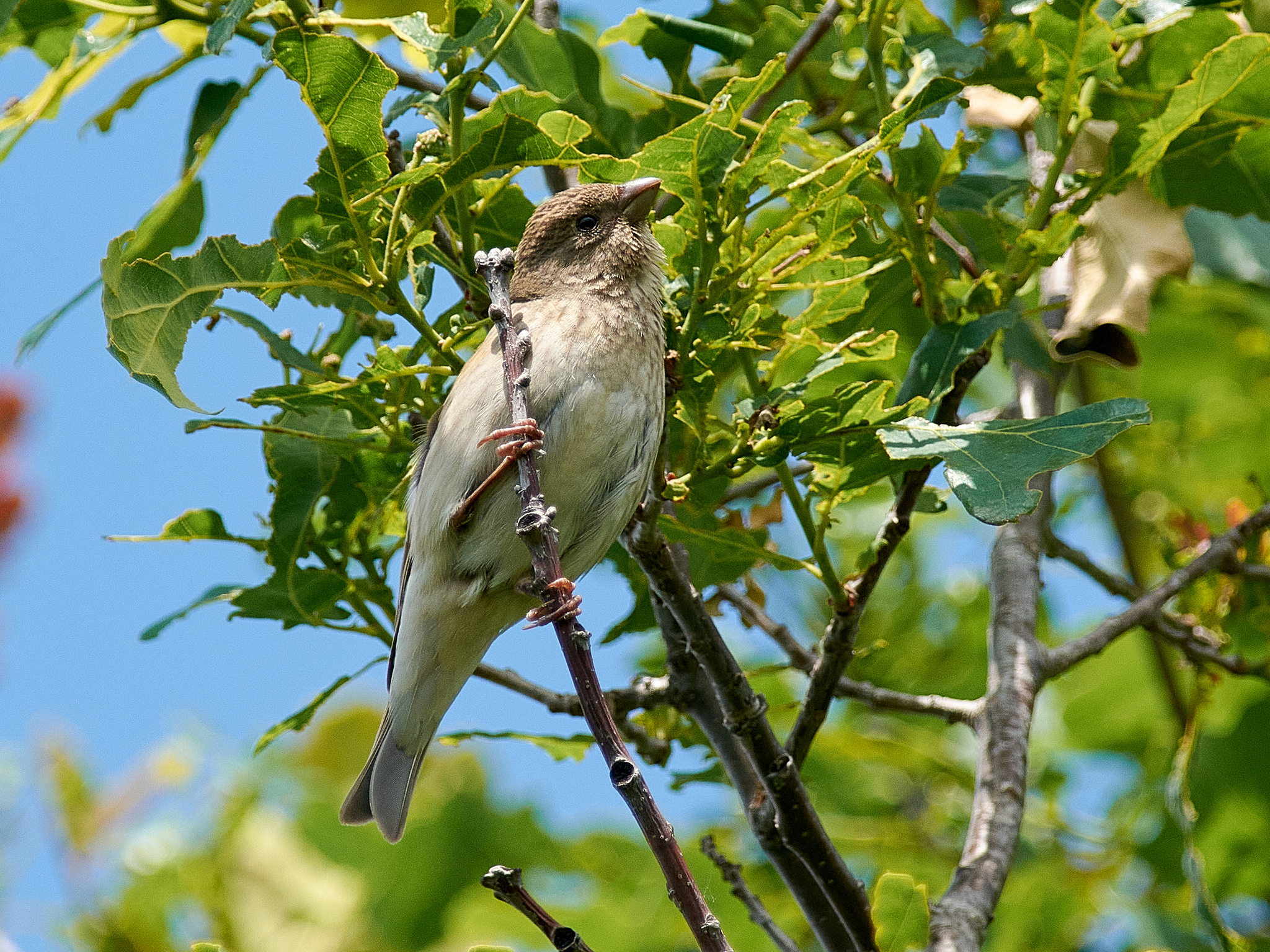
Roselin cramoisi dans la république.

La faune de la République est représentée par 290 espèces d'oiseaux, 71 espèces de mammifères, 11 espèces d'amphibiens 7 espèces de reptiles ainsi que par plusieurs milliers d'espèces d'animaux invertébrés. Dans les invertébrés, il existe plus de 5 000 arthropodes, 304 espèces d'hyménoptères, 303 espèces de coléoptères terrestres, plus de 250 espèces de staphylins et de 35 à 50 espèces de taupins. Le Livre rouge de la république du Tatarstan, qui recense les espèces protégées, comprend 631 espèces. Elles se répartissent entre 318 espèces végétales, 226 espèces d'animaux et 87 espèces de champignons et lichens.
Les mammifères sont représentés entre autres par la crocidure des jardins, le campagnol terrestre, le castor d'Europe, le chevreuil d'Asie, le blaireau européen, le hérisson commun, le hérisson d'Europe orientale, le hamster d'Europe, le lièvre variable, la martre des pins, la musaraigne carrelet, la musaraigne musquée, la noctule commune, le mulot rayé, le rat brun, et la sérotine bicolore. L'avifaune est représentée entre autres par l'alouette des champs, l'aigle royal, le bouvreuil, le bruant jaune, le busard des marais, la chouette lapone, la caille et le coucou. L'avifaune du Tatarstan est aussi représenté par le grand tétras, le hibou des marais, le martin-pêcheur, le merle, la mésange bleue, le milan noir, la paruline, la poule d'eau, le pygargue à queue blanche et le rossignol.
Les reptiles sont représentés par deux ordres et les amphibiens par deux ordres. Le Tatarstan abrite, entre autres, dans ces espèces, la couleuvre à collier, la coronelle lisse, l'orvet fragile, le lissotriton vulgaris, le sonneur à ventre de feu et le triton crêté. L'ichtyofaune du Tatarstan est représentée par 58 espèces, toutes des Actinopterygii, appartenant à 11 ordres, 17 familles et 48 genres. Les poissons sont représentés, entre autres, par le béluga européen, l'esturgeon du Danube, la grémille, le goujon commun, la loche de rivière, le nelma, le pélèque sabre, la sandre de la Volga, le spirlin et la vandoise.

### Aires protégées

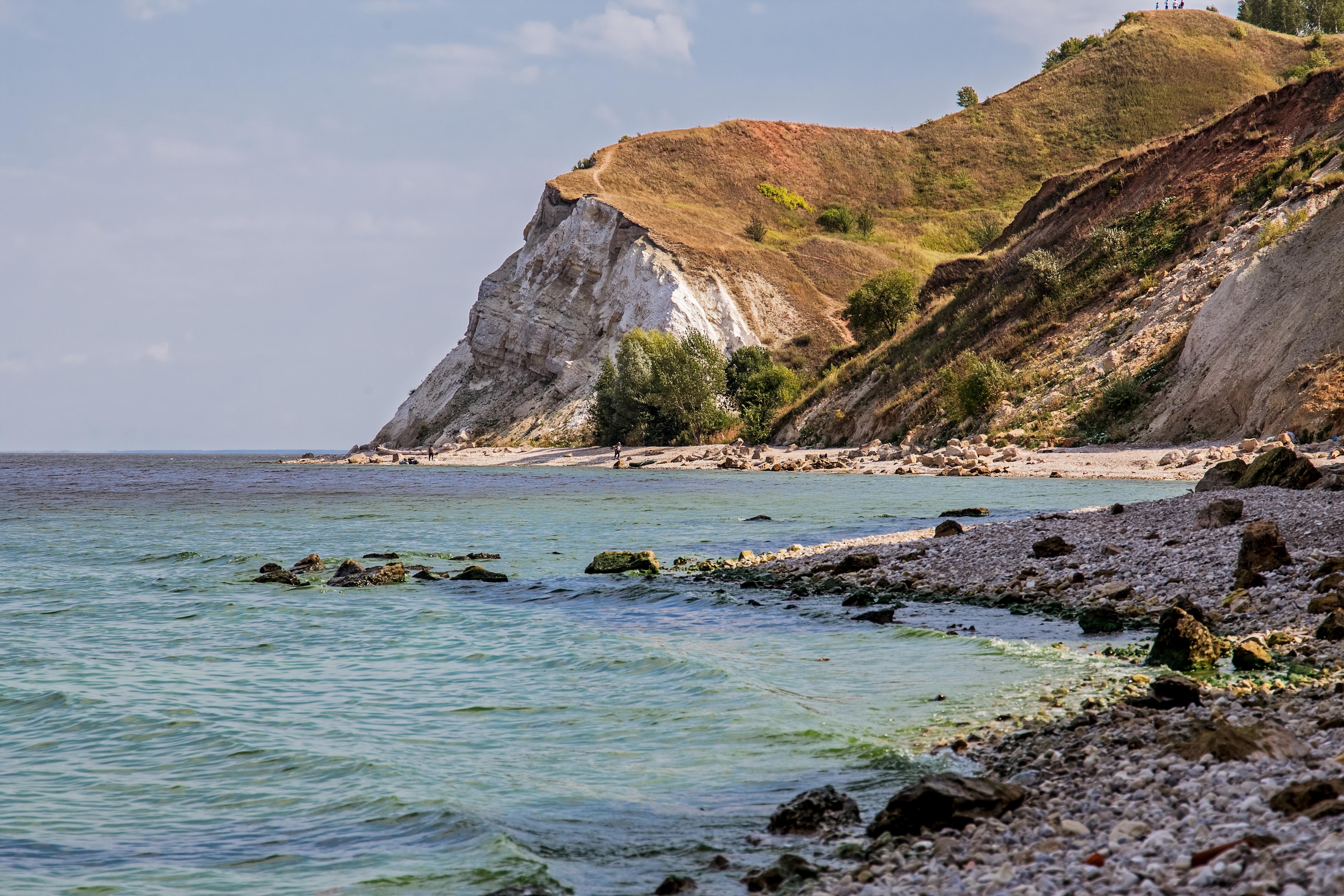
Réserve du mont Lobatch.

Au 1er janvier 2023, la république du Tatarstan est constitué de 193 aires protégées de tous niveaux d'une superficie totale de 465 109 hectares. Elles se composent de 187 aires protégées d'importance régionale avec une superficie de 426 800 hectares ainsi que de 38 zakazniks et de 149 monuments naturels d'importance régionale.

## Économie
Le Tatarstan est une des grandes régions économiques de Russie. En 2021, le produit intérieur brut de l'oblast s'élevait à 3,455 milliards de roubles, soit le 6e des 85 sujets, compris entre la Iamalie au-dessus et le kraï de Krasnodar en dessous. Le PIB par habitant était lui de 710 400 roubles. Les principaux secteurs économiques sont l'industrie, les services publics, l'agriculture, le commerce de gros et de détail, la construction ainsi que le transport et le stockage.

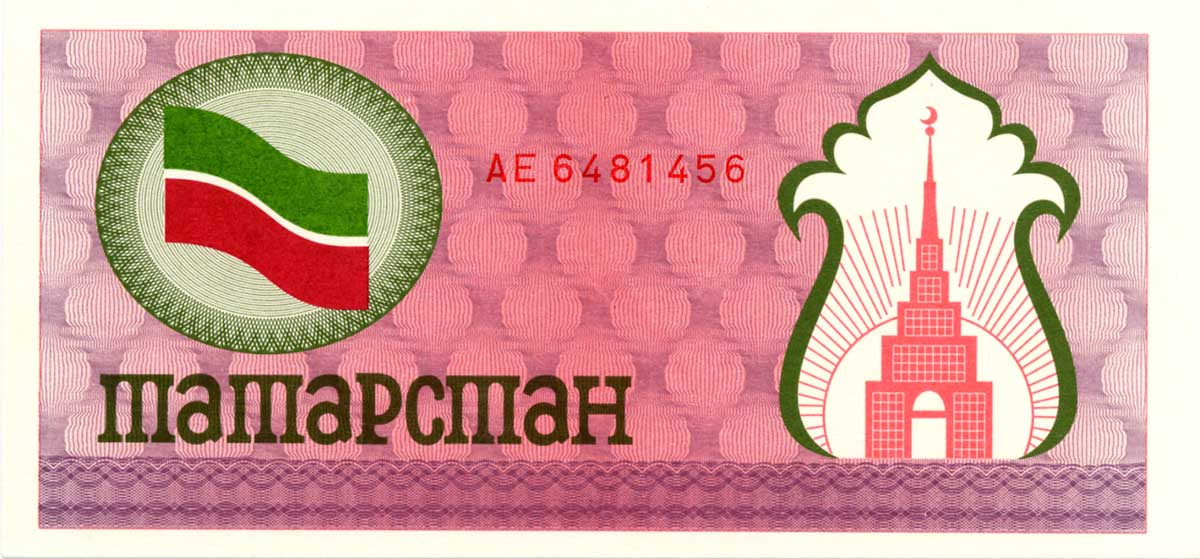
Tatarstan, 100 roubles.

Le Tatarstan possède sur son territoire les puits les plus productifs du gisement du Second-Bakou. Aussi, la valeur de la production industrielle est-elle de beaucoup supérieure à celle de l'agriculture : pétrochimie, plastiques, pneumatiques, engrais, machines-outils, automobiles (Kamaz), électronique, informatique et horlogerie (Vostok). En 2022, le volume des produits expédiés s'élevait à 4 623,9 milliards de roubles.
En 2022, le volume des produits agricoles s'est élevé à 334,1 milliards de roubles (125,9% du niveau de 2021). Le volume de la production végétale est de 175,6 milliards de roubles (160,0 %), celui des produits animaux est de 158,4 milliards de roubles (100,9 %).
Le salaire moyen annuel s'est élevé en 2022 à 52 088,6 roubles et a augmenté de 15,9 % par rapport au niveau de 2021. Au 1er janvier 2023, 7 500 personnes sont inscrites au chômage, soit 0,37 % de la population active.

## Sports
On pratique le rugby à XIII au Tatarstan dans les années 1990.
Une sélection « nationale » reçoit ainsi la France le 11 juin 1992 à Kazan. Elle ne perd que d'une faible marge (10-20).
Le Tatarstan effectue ensuite une tournée en France du 28 mars au 6 avril 1993. Il y rencontre cinq sélections régionales qu'il ne parvient pas à dominer.

## Personnalités nées au Tatarstan
- Mukhlisa Bubi (1869-1937), cadi
- Gabdulkhay Akhatov (1927-1986), linguiste
- Sofia Goubaïdoulina (1931-2025), compositrice
- Farkhat Sabirzyanov (1933-2009), peintre né dans le village d'Entugan
- Vladimir Sichov (1945), photographe
- Rinat Animaev (1955), peintre
- Zilia Valeïeva (1952), femme politique
- Fédor Chaliapine (1873-1938), chanteur basse,
- Rudolf Noureev (1938-1993), danseur
- Aida Garifullina (1987), soprano